# Stade du centre sportif de Chengdu
Le stade du Centre Sportif de Chengdu (en chinois : 成都市体育中心) est un stade de football situé à Chengdu dans la province de Sichuan en Chine.
Il se trouve à 15 km de l'aéroport international de Shuangliu.
Son aire de jeu mesure 109 m de long et 75 m de large.
Construit en 1991, il compte 38 269 places. Il fut retenu comme stade d'accueil à l'occasion de la Coupe du monde de football féminin 2007 où six matchs y furent disputés.